# WEG-Baureihe 455
Die Baureihe 455 der Württembergischen Eisenbahngesellschaft (WEG) besteht aus zwölf dreiteiligen elektrischen Triebzügen, die ausschließlich auf der Schönbuchbahn eingesetzt werden. Der spanische Hersteller Construcciones y Auxiliar de Ferrocarriles (CAF) führt sie als Teil der Nexio-Fahrzeugplattform. Die Fahrzeuge sind für den elektrischen Nahverkehr auf Nebenbahnen mit Geschwindigkeiten von maximal 100 km/h ausgelegt.

## Geschichte
Die Schönbuchbahn erzielte seit der Reaktivierung beständig Fahrgastzuwächse, schließlich ergab eine Prognose über 10 000 Fahrgäste pro Tag. Daher beschloss der Zweckverband Schönbuchbahn als Aufgabenträger und Infrastrukturbetreiber im Jahr 2015, die Strecke auszubauen und zu elektrifizieren. Dafür sollten neun, für den Betrieb auf Nebenbahnen optimierte, Elektrotriebzüge beschafft werden. Sie sollten möglichst klein und leicht sein, um den Verschleiß zu reduzieren und weniger Energie zu verbrauchen. Die erste Ausschreibung 2013 blieb erfolglos, dann erhielt CAF im April 2017 den Zuschlag. Die Fahrleitung ging im Dezember 2019 in Betrieb; die ersten neun Triebzüge sollten im Dezember 2021 die Bestandsfahrzeuge ablösen. Drei aufgrund einer höher prognostizierten Fahrgastzahl nachbestellte Nexios sollten im März 2022 folgen.
Alle zwölf Fahrzeuge wurden 2020 und 2021 hergestellt und aus Spanien verschifft. Es fanden Probefahrten auf dem Eisenbahnversuchsring in Velim und nachts auf der Schönbuchbahn statt. Wie im August 2021 bekannt wurde, sei die für September 2021 geplante Zulassung aufgrund falsch dimensionierter Bremsen zunächst nicht absehbar. Das Eisenbahn-Bundesamt sehe in den Bremsen, die auch bei hohen Geschwindigkeiten sehr große Bremsverzögerungen (wie nach BOStrab für Straßenbahnfahrzeuge gefordert) ermöglichen, eine Gefährdung von Fahrgästen. Laut späteren Angaben würden hingegen die Grenzwerte der Verzögerung kurz vor dem Stillstand überschritten. Prüfer befürchteten, dass Fahrgäste bei einer Schnellbremsung stürzen könnten. Die für den Straßenbahnbetrieb dimensionierten Bremsen seien für Fahrzeuge, die nach der Eisenbahn-Bau- und Betriebsordnung betrieben werden, zu kräftig und müssten geändert werden. Die genauen Anforderungen an die Bremsen waren im September 2021 ebenso unklar wie die Frage, ob die Bremsen neu konstruiert werden müssen. Bis Ende 2021 sollte ein Nachweisplan der Genehmigungsbehörden vorliegen und Klarheit schaffen. Laut Angaben des Fahrzeugherstellers hätten die Genehmigungsbehörden während der Entwicklung der Fahrzeuge die Anforderungen verändert. Nachdem im Vierten Eisenbahnpaket der Begriff „Leichter Nahverkehrstriebwagen“ (LNT) definiert wurde, gelten die Fahrzeuge nicht mehr als LNT und profitieren daher auch nicht von einem erleichterten Zulassungsverfahren. Dieses wurde von der Bundesregierung Mitte 2020 umgesetzt. Eine 2017 erfolgte Abklärung der Zulassungsbestimmungen mit dem Landeseisenbahnamt war damit hinfällig.
Der Landkreis Böblingen ging Anfang 2022 davon aus, dass die Triebwagen frühestens ab Jahresende zum Einsatz kommen werden. Der Fahrzeughersteller rechnete hingegen eher mit einem späteren Einsatzbeginn. Ziel sei, eine Genehmigung für die Triebwagen zu erhalten, ohne eine komplett neue Bremse entwickeln zu müssen. Laut Angaben von CAF vom Juli 2022 sollten in den kommenden Monaten Bremsversuche auf dem Eisenbahnversuchsring Velim erfolgen, später voraussichtlich auch mit Probanden im Fahrzeug. Anschließend wollte der Fahrzeughersteller einen detaillierten Zeitplan zum weiteren Zulassungsprozess vorlegen. Am 30. September 2022 teilte der Fahrzeughersteller eine weitere Verzögerung bis voraussichtlich März 2024 mit. Das Problem solle per Software – ohne Neukonstruktion der Bremse – gelöst werden. Für deren Entwicklung sei ein Jahr notwendig, weitere vier Monate für das Genehmigungsverfahren. Anfang Oktober 2023 wurden Verkabelungen in den Fahrzeugen umgebaut und daraufhin Probefahrten durchgeführt und technische Abnahmen durch den Besteller begonnen, die 2024 und 2025 weiter geführt werden. Aufgrund der bis dahin nicht erfolgten Zulassung musste die geplante Inbetriebnahme zu den Fahrplanwechseln am 9. Juni 2024 und 15. Dezember 2024 jeweils verschoben werden.
Am 18. März 2025 erteilte das Eisenbahn-Bundesamt, das in Baden-Württemberg die Landeseisenbahnaufsicht innehat, schließlich die Betriebserlaubnis der Fahrzeuge für die Schönbuchbahn. Diese ist beschränkt auf den Betrieb zwischen Böblingen und Dettenhausen, auf allen anderen Strecken sind die Einheiten zu schleppen. Der Bescheid beinhaltet einige einschränkende Nebenbestimmungen: So sind der Betrieb von Einzeltriebwagen und artreine Doppeltraktionen zugelassen, nicht jedoch Dreifachtraktionen. Beim Mischbetrieb der Baureihe 455 mit EBO-Regelfahrzeugen auf derselben Strecke gilt eine Geschwindigkeitsbeschränkung auf 80 km/h. Diese könne entfallen, wenn eine regelwerkskonforme Nachrüstung des Bremsvermögens bei Gefahrenbremsungen erfolge.
Bis der Betrieb mit den neuen Triebwagen aufgenommen wurde, verkehrten weiterhin vier Dieseltriebwagen des Typs Regio-Shuttle und – bis deren Anmietung von der Deutschen Bahn im Januar 2025 auslief – fünf Einheiten der Baureihe 426.
Am 4. Juni 2025 begann der Fahrgastbetrieb mit den Triebwagen der Baureihe 455.

## Technik

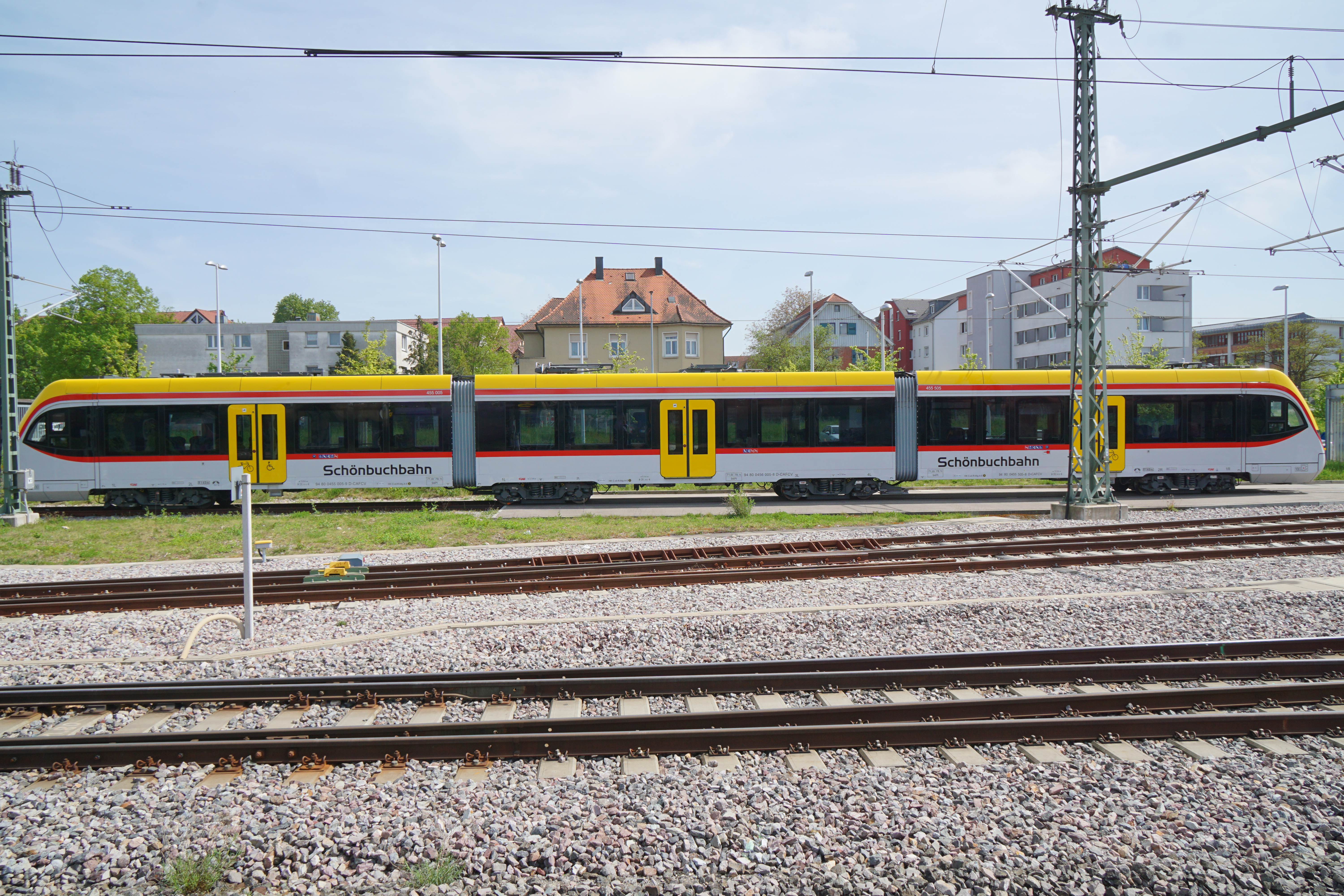
Seitenansicht

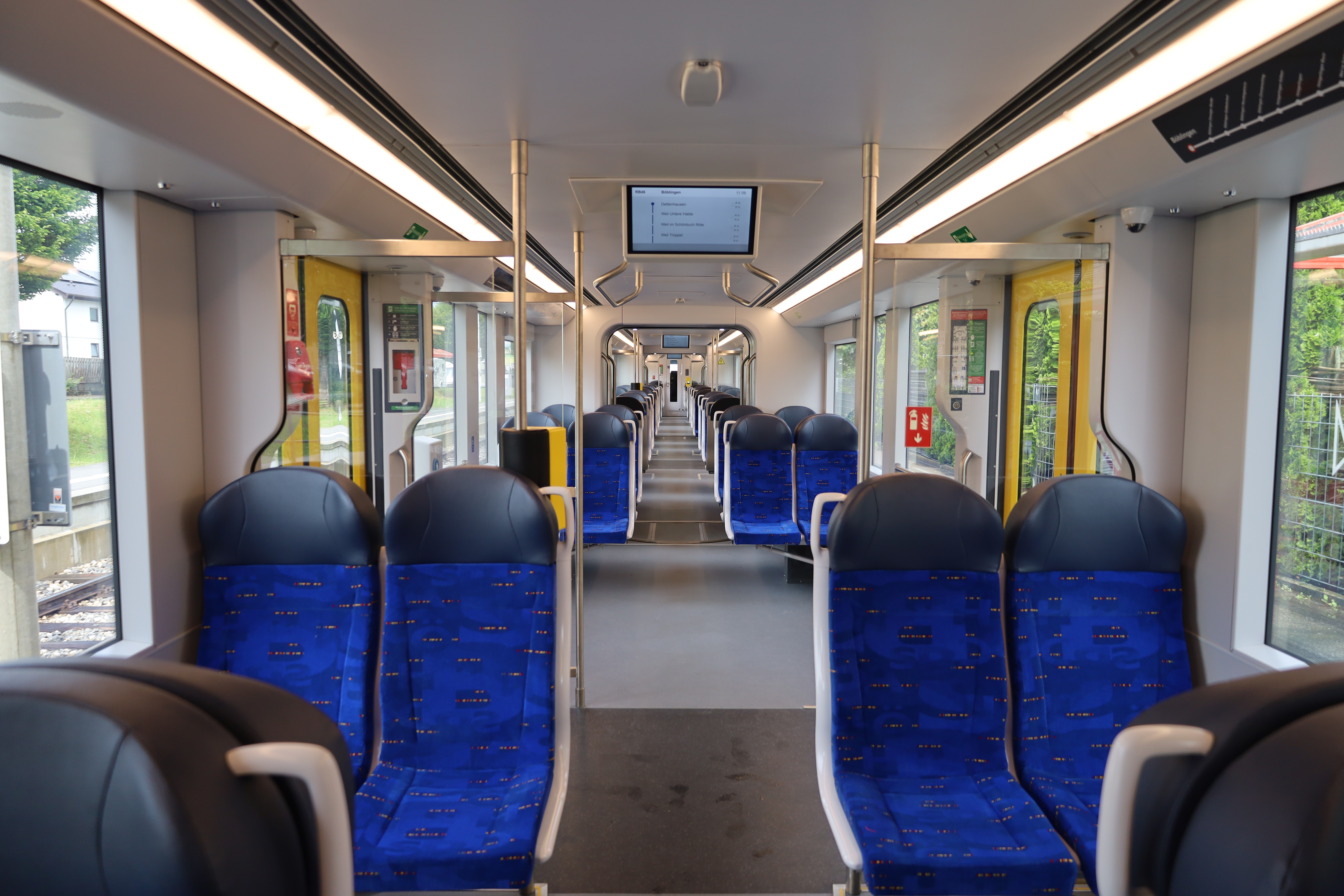
Innenraum

Die dreiteiligen Triebzüge besitzen vier Drehgestelle. Zwei tragen den Mittelwagen, die Endwagen stützen sich auf je einem Drehgestell und dem Mittelwagen ab. Durch diese Konzeption konnte die Radsatzlast gegenüber einem zweiteiligen Zug mit Jakobs-Drehgestell auf maximal 12,9 Tonnen gesenkt werden. Die Triebdrehgestelle wiegen jeweils 6,7 Tonnen, das Laufdrehgestell 5,3 Tonnen. Jeder Wagen besitzt eine 1,3 Meter weite Doppel-Schwenkschiebetür pro Seite. Diese sind gleichmäßig mit 12,1 Meter Abstand verteilt. In den Endwagen befinden sich jeweils ein Multifunktionsbereich mit Rollstuhlstellplatz. Die Züge sind durchgängig begehbar und bieten bei einer Bahnsteighöhe von 760 mm einen barrierefreien Einstieg. Die 94 Sitzplätze der zweiten Wagenklasse sind überwiegend vis-à-vis mit einem Sitzteiler von 1,75 Meter angeordnet. Neben Klimaanlagen, Fahrgastinformationssystemen und Videoüberwachung wurde auch eine Fahrgastzähleinrichtung eingebaut.
Die Wagenkästen wurde in Hybridbauweise hergestellt: Die Unterboden bestehen aus Stahl, die Aufbauten aus Aluminium-Strangpressprofilen. Die Sekundärfederstufe wurde mit Schraubenfedern realisiert. Der einzige Stromabnehmer befindet sich auf dem Mittelwagen.
Ähnliche, aber breitspurige Fahrzeuge sind beim Tram-Train Cádiz im Einsatz.

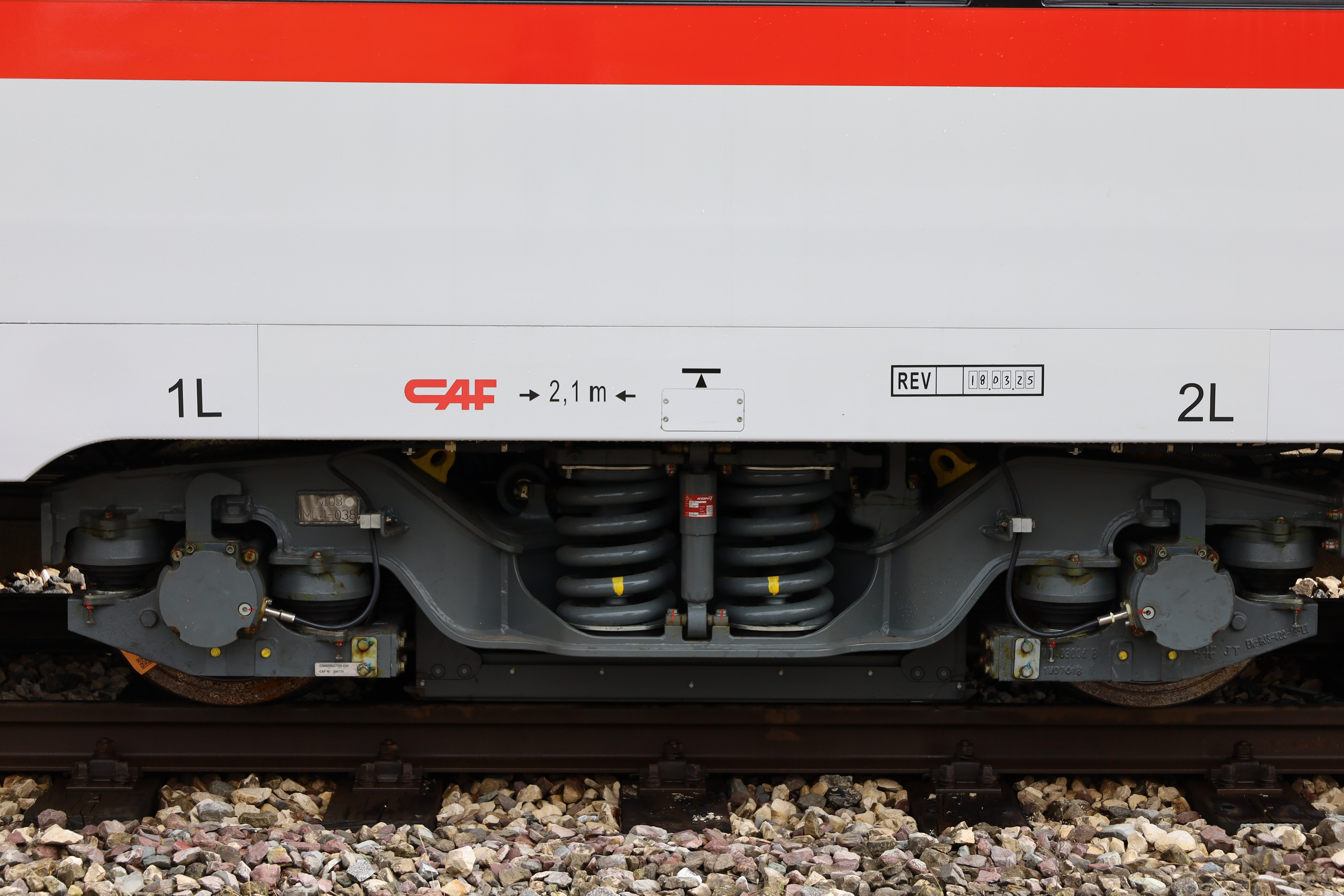
Drehgestell
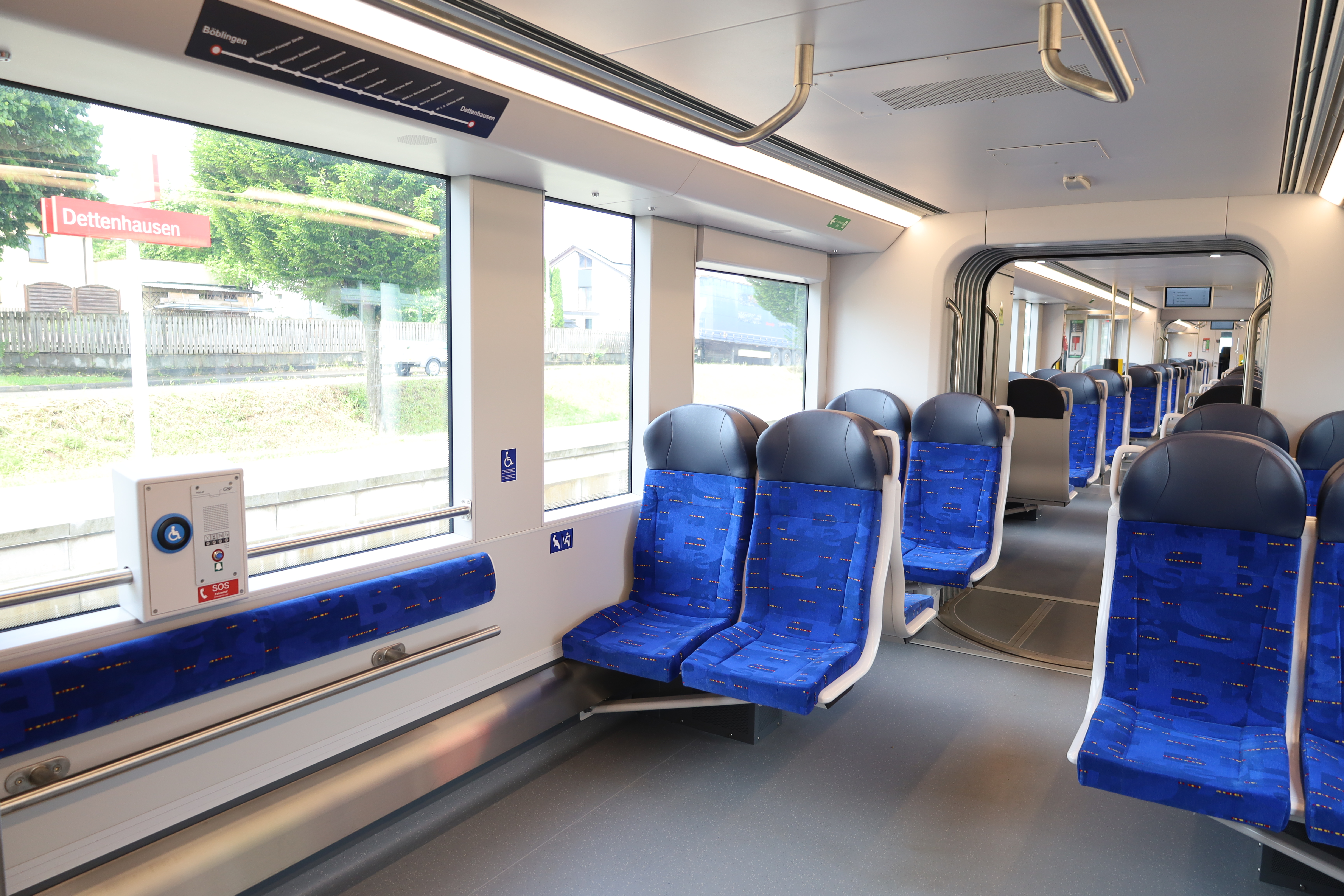
Mehrzweckbereich
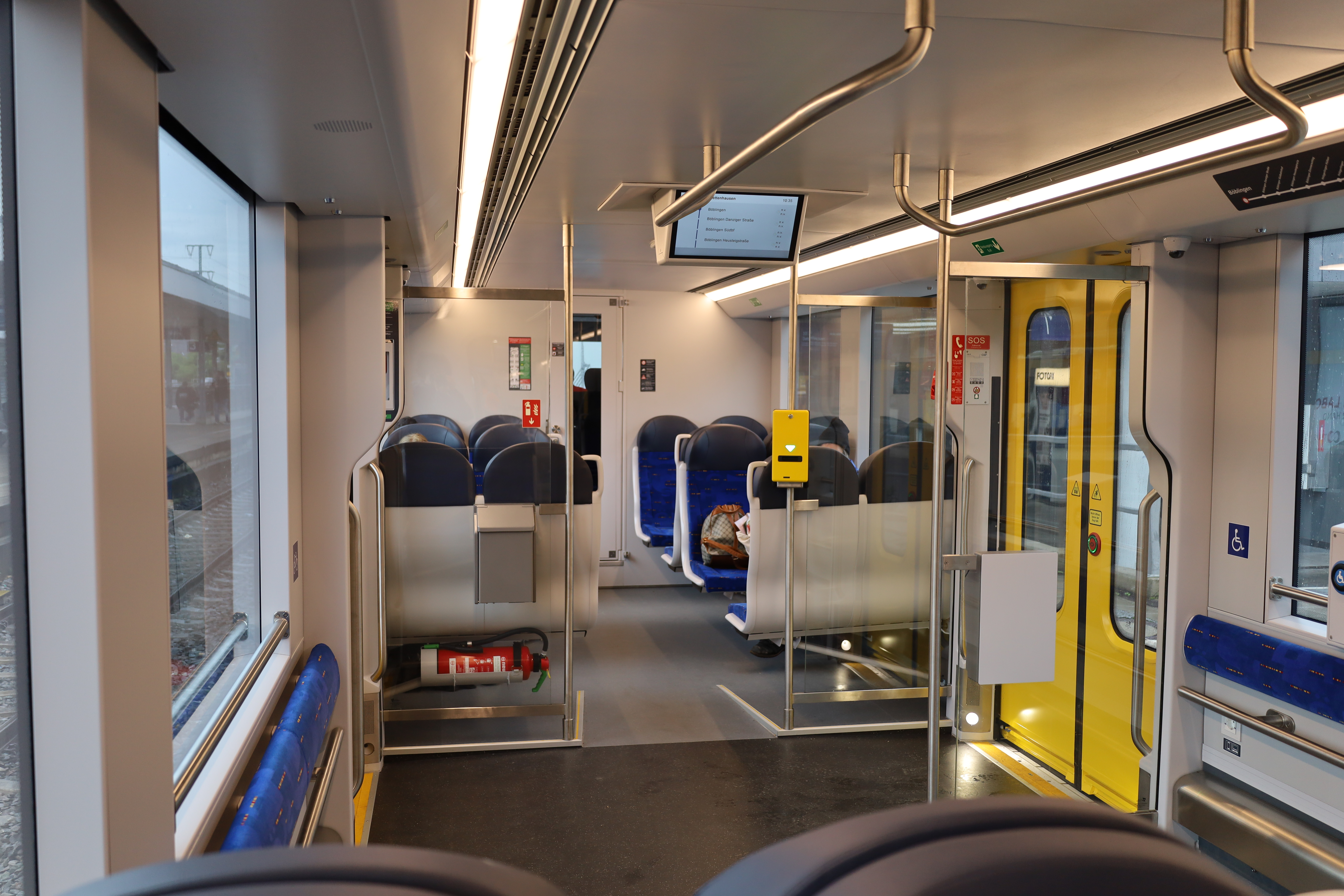
Einstiegsbereich im Endwagen
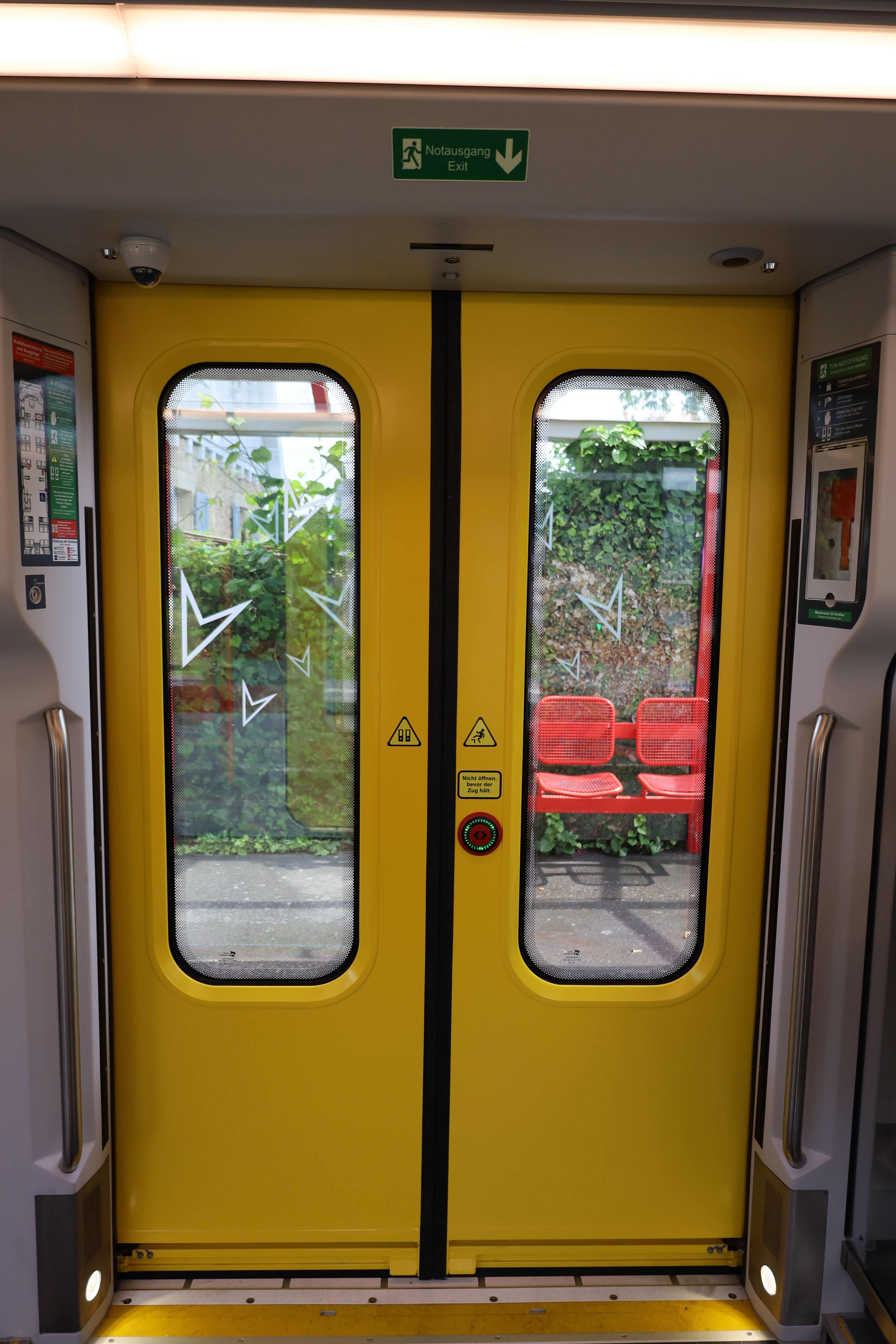
Fahrgasttür

## Farbgebung
Die Außenflächen sind in den Farben des Zweckverbandes Schönbuchbahn in einer gelb-weißen Lackierung mit zwei roten Streifen, im Innenraum wurden blaue Sitzbezüge verwendet.